# Troonzaal Abhisek Dusit
Troonzaal Abhisek Dusit (ook Thais Ambachtsmuseum) is een troonzaal van het Vimanmekpaleis in Bangkok. De troonzaal werd in 1904 in de Moorse stijl gebouwd door Rama V. Na renovatiewerkzaamheden eind jaren tachtig ging de zaal in 1993 weer open. Koning Rama IX verrichtte de openingshandeling.
Vroeger werd de troonzaal gebruikt voor koninklijke bezoeken, maar nu is het een ambachtsmuseum.